# Naugatuck
Naugatuck es un pueblo y borough consolidado ubicado en el condado de New Haven en el estado estadounidense de Connecticut. En el año 2005 tenía una población de 31,864 habitantes y una densidad poblacional de 750 personas por km².

## Geografía
Ashford se encuentra ubicado en las coordenadas 41°29′23″N 73°03′05″O / 41.48972, -73.05139.

## Demografía
Según la Oficina del Censo en 2000 los ingresos medios por hogar en la localidad eran de $51,247 y los ingresos medios por familia eran $59,286. Los hombres tenían unos ingresos medios de $42,103 frente a los $29,971 para las mujeres. La renta per cápita para la localidad era de $22,757. Alrededor del 1.4% de la población estaban por debajo del umbral de pobreza.